# KCLU (Mittelwellensender)
Koordinaten: 34° 25′ 7″ N, 119° 41′ 10″ W
KCLU (Branding: „NPR & Local News“) ist ein US-amerikanischer Hörfunksender in Santa Barbara im US-Bundesstaat Kalifornien. Er wird von der California Lutheran University betrieben. KCLU sendet auf Mittelwellen 1340 kHz mit 0,65 kW. Parallel strahlt die UKW-Schwesterstation KCLU-FM das Programm mit 3,2 kW auf UKW 88,1 MHz aus.

## Geschichte
Bevor KCLU am 20. Oktober 1994 zum ersten Mal auf Sendung ging, hatten die Zuhörer eine verhältnismäßig kleine Auswahl an regionalen und nationalen Nachrichtensendern in der Region um Ventura und Santa Barbara. Insbesondere wurde nicht über wichtige lokale Ereignisse berichtet. Die California Lutheran University ergriff deswegen die Initiative und unterstützte das Projekt zum Start von KCLU.
Der Sender wurde gut angenommen. So wuchs die Zuhörerschaft bis 2006 von einigen tausend Zuhörern pro Woche, auf fast 80.000. 
In den Anfangsjahren, meldete sich KCLU zu Mitternacht mit einer Sendepause ab. Heute wird 24 Stunden lang gesendet. 
KCLU wurde wiederholt für seine Berichterstattung ausgezeichnet; unter anderem durch die Associated Press, den Los Angeles Presseclub, die Radio Television News Directors Association of Northern California sowie die Radio and Television News Directors Association of Southern California.
In den letzten fünf Jahren erhielt KCLU 95 Journalismus-Preise.
KCLU ist weitgehend hörerfinanziert.